# Claudia Salas
Claudia Calvo Salas (Madrid, 23 luglio 1994) è un'attrice spagnola.

## Filmografia parziale

### Cinema
- Piggy (Cerdita), regia di Carlota Pereda (2022)

### Televisione
- Sei sorelle (Seis hermanas) - serie TV, un episodio (2017)
- La peste - serie TV, 6 episodi (2019)
- Élite - serie TV, 32 episodi (2019-2022)
- La Ruta - serie TV, 8 episodi (2022)
- Las Pelotaris 1926 - serie TV, 8 episodi (2023)

## Premi
- Premi Feroz
  - 2023: "Best Lead Actress in a Series" (La Ruta)